# جوليا بريتون هووكس
جوليا بريتون هووكس (بالإنجليزية: Julia Britton Hooks)‏ هي ناشِطة أمريكية، ولدت في 4 مايو 1852 في فرانكفورت في الولايات المتحدة، وتوفيت في 10 مارس 1942 في ممفيس في الولايات المتحدة.